# Fibraurea tinctoria
Fibraurea tinctoria (también conocida como Akar Kuning) es una especie de liana trepadora perenne perteneciente a la familia Menispermaceae. Se distribuye ampliamente en el sudeste asiático, incluyendo Indonesia, Malasia, Tailandia, Vietnam y el sur de China. Es conocida por sus propiedades medicinales y su uso histórico como tinte amarillo.

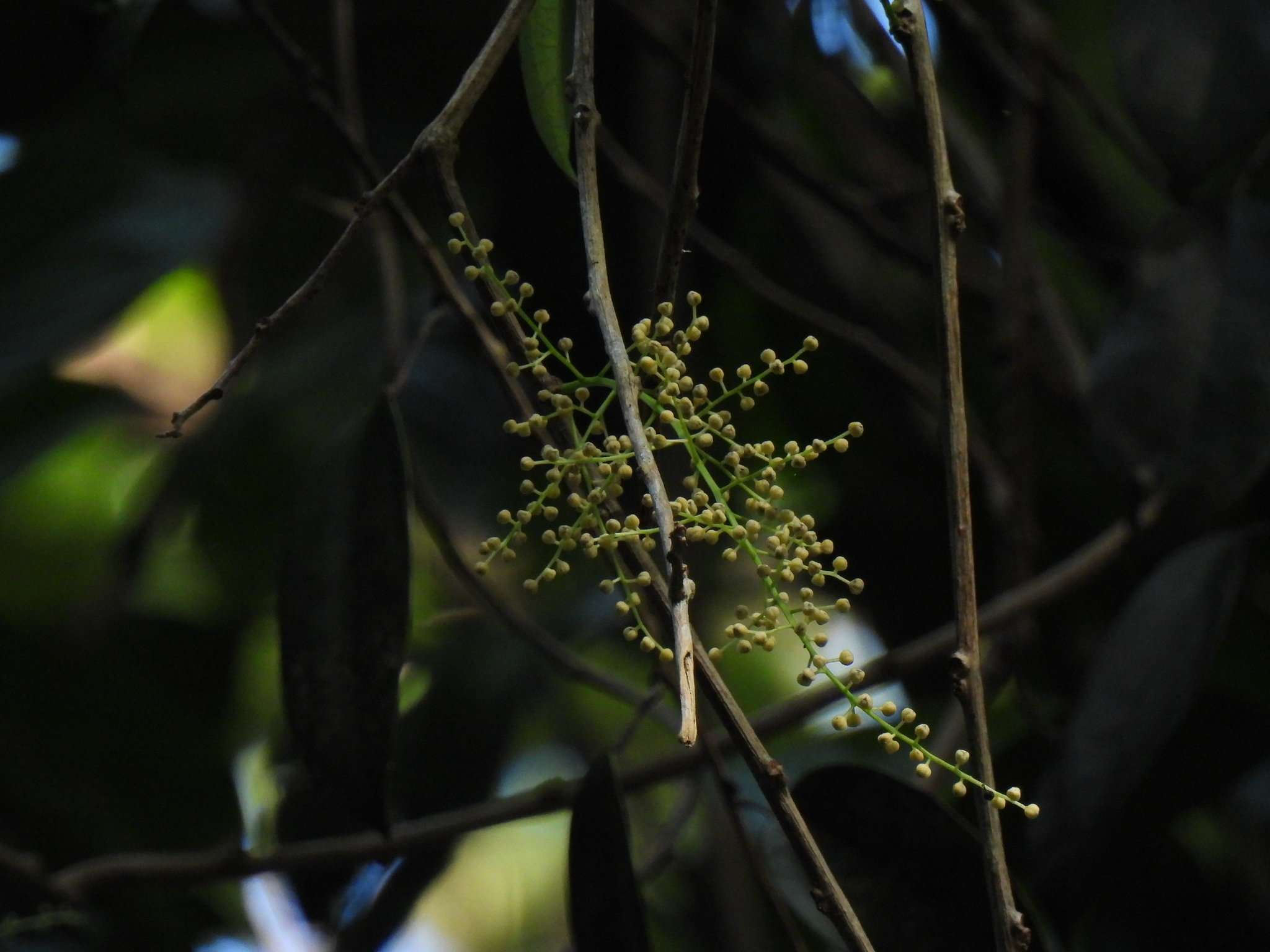
La Fibraurea tinctoria: Una Planta Medicinal con Poderes Curativos Sorprendentes. Descubre cómo esta especie vegetal única ha sido utilizada por un orangután macho de Sumatra para tratar activamente una herida facial, revelando así su potencial terapéutico en el reino animal

## Descripción
- Crecimiento: Liana trepadora de rápido crecimiento que puede alcanzar varios metros de altura.
- Hojas: Hojas alternas, simples y con una forma lanceolada a elíptica. Son coriáceas y pueden alcanzar longitudes de entre 9 y 28 cm.
- Flores: Inflorescencia compuesta en panículas con pequeñas flores unisexuales de color amarillo a blanco. Florece durante la estación seca.
- Fruto: Drupa carnosa de color amarillo a naranja, dispuestas en racimos.

## Usos tradicionales
Akar Kuning tiene una larga historia de uso en la medicina tradicional del sudeste asiático. Sus raíces, tallos, hojas y corteza se emplean para diversas aplicaciones:
- Analgésico y antipirético: Para aliviar el dolor y reducir la fiebre.
- Antidiarreico: Para tratar la diarrea y otras dolencias digestivas.
- Antiséptico y antiinflamatorio: En el tratamiento de heridas, llagas e infecciones de la piel.
- Diurético: Para inducir y aumentar la producción de orina.
- Otros usos: Tratamiento de diabetes, malaria, ictericia y otros problemas de salud.

## Propiedades químicas y farmacológicas
Los estudios científicos sobre Fibraurea tinctoria han revelado la presencia de varios compuestos bioactivos, entre los que se incluyen:
- Furanoditerpenoides: Responsables de numerosas propiedades antiinflamatorias, antibacterianas, antifúngicas, antioxidantes y anticancerígenas.
- Alcaloides protoberberina: Con efectos antiinflamatorios, analgésicos, antidiabéticos, antimicrobianos, y más.
- Jatrorrhizina: Propiedades antidiabéticas, antimicrobianas, antiprotozoarias y anticancerígenas.
- Palmatina: Efectos antioxidantes, antiinflamatorios, antibacterianos y antivirales.

## Uso en automedicación animal
En un estudio reciente, se observó a un orangután de Sumatra macho (Pongo abelii) utilizar Fibraurea tinctoria para tratar una herida facial abierta. El orangután masticaba las hojas y aplicaba repetidamente el jugo y la pulpa resultantes en la superficie de la herida. Este es el primer caso documentado sistemáticamente de tratamiento activo de heridas con una sustancia vegetal biológicamente activa en un animal salvaje.